# London Irish

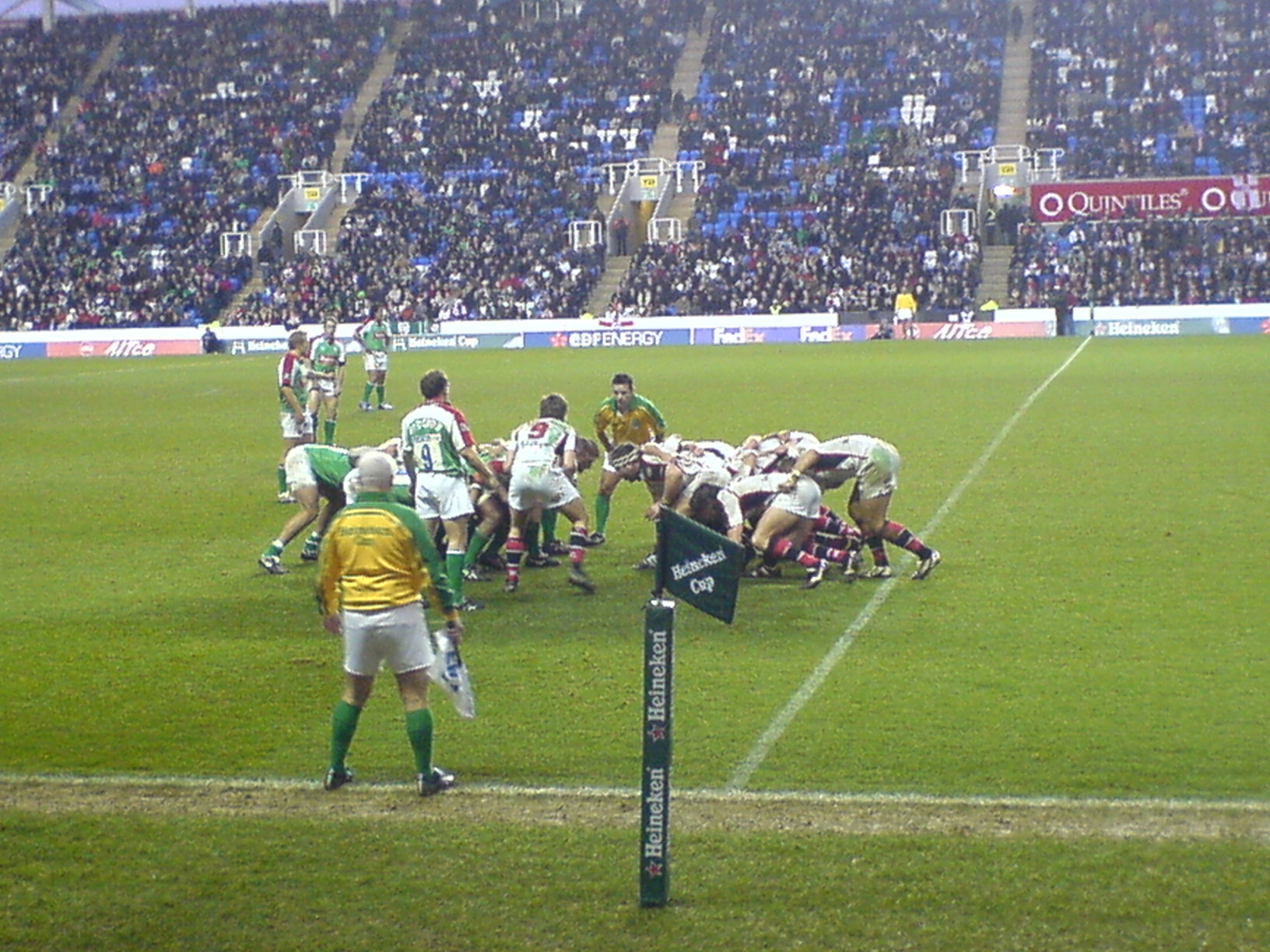

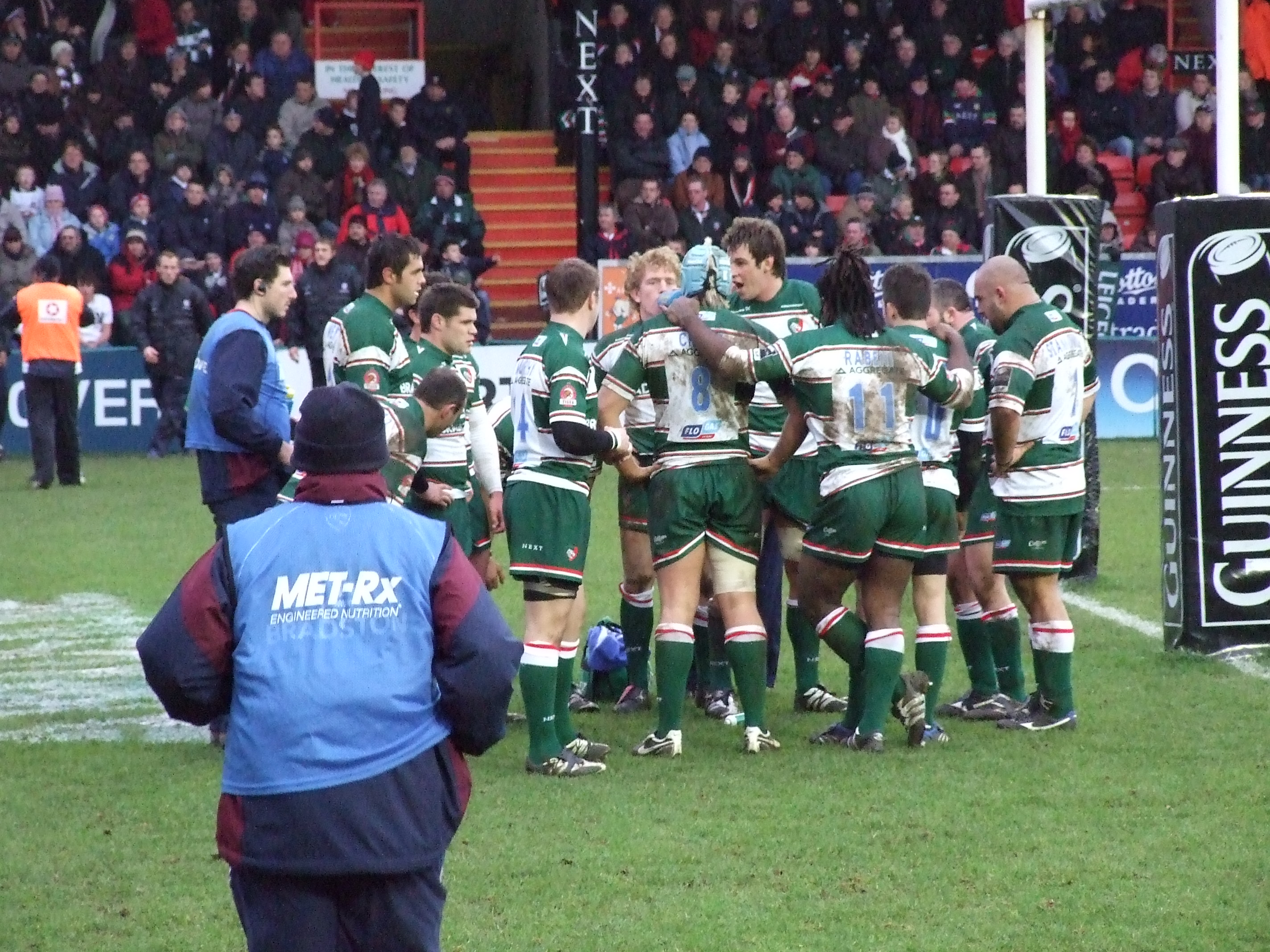

London Irish (även kallad the Exiles) är ett rugby union-lag i engelska Guinness Premiership. Klubbens maskot är en irländsk varulv som kallas för Digger.

## Madejski Stadium
Madejski Stadium är lagets hemmaarena. Det är även Readings fotbollslags arena. Arenan ligger i Reading och kan ta 24.045 åskådare. Arenan har även haft konserter med artister som exempelvis Craig David, Elton John och Red Hot Chili Peppers.

## Historia
Klubben grundades 1898 av ett par irländska ungdomar i London. 1930 blev Madjeski Stadium ny hemmaarena. 2002 vann London Irish deras första titel i klubbens historia. Då vann man Poweregen Cup genom att slå Northampton Saints i finalen som gick i Twickenham.

## Profiler
Säsongen 2006/2007 kommer dessa spelare vara nyckelspelare:
- Bob Casey
- Mike Catt
- Olivier Magne
- Justin Bishop

Profiler som har spelat för klubben genom hela historien är följande:
- David Humphreys
- Malcolm O'Kelley
- Brian Venter
- Kieron Dawson